# Næs (halvø)
 For alternative betydninger, se Næs. (Se også artikler, som begynder med Næs)
Et næs er en betegnelse for en halvø. Navnet bruges hovedsageligt om halvøer i Norden (norsk, færøsk, islandsk: nes, svensk näs), men forekommer på grund af sproglig indflydelse herfra også på De Britiske Øer (ness). Ordet betegner både mindre fremspring på en kyst og større halvøer. Ordet er beslægtet med "næse" og tager ligesom andre gamle topografiske navneelementer som "hage", "hoved" og "nakke" udgangspunkt i menneskets anatomi.

## -næs i stednavne
I det danske sprogområde findes der følgende halvøer med endelsen -næs:

### Naturnavne
- Agernæs på Nordfyn
- Agernæs på Sydfyn
- Appenæs Hoved på Sydsjælland
- Arrenæs i Arresø, Nordsjælland
- Asnæs på Vestsjælland
- Basnæs på Sydsjælland
- Bognæs i Roskilde Fjord, Sjælland
- Brunsnæs på Broager Land, Sundeved
- Dornæs i Maribo Søndersø, Lolland
- Egenæs Hage i Odsherred
- Ellenæs Hage på Bogø
- Farnæs på Falster
- Fornæs på Djursland
- Gibbel Næs i Limfjorden, Hardsyssel
- Grønnæs på Lolland
- Gudnæs Hage i Thy
- Gylling Næs i Østjylland
- Halsnæs i Nordsjælland
- Hannæs i Hanherrederne
- Helgenæs på Mols
- Helnæs på det sydfynske Agernæs, Fyn
- Hesnæs på Als
- Holnæs i Flensborg Fjord, Sydslesvig
- Hornenæs på Sydfyn
- Kegnæs på Als
- Kysing Næs i Østjylland
- Lognæs i Skanderborg Sø, Østjylland
- Næs i Røgbølle sø, Lolland
- Næsset på Orø
- Olpenæs i Svans Sydslesvig
- Ordrup Næs i Odsherred
- Rodsnæs Nakke på Lolland
- Røsnæs på Vestsjælland
- Skarnæs i Kolindsund (udtørret), Djursland
- Skelsnæs i Maribo Søndersø, Lolland
- Skjoldnæs på Ærø
- Sletnæs på Lolland
- Stensnæs i Vendsyssel
- Strognæs på Lolland
- Trelde Næs i Østjylland
- Tuse Næs i Isefjorden, Sjælland
- Valnæs på Falster
- Varnæs Hoved i Sundeved
- Vejsnæs Nakke på Ærø
- Vemmenæs på Tåsinge
- Vindenæs på Lolland
- Vornæs på Tåsinge
- Vigsnæs på Nordfyn
- Øksenæs på Sydsjælland

### Bebyggelsesnavne i udvalg
Stednavneelementet -næs indgår desuden i en række bebyggelsesnavne, hvori det også er et oprindeligt naturnavn (en topografisk betegnelse), blandt andre:
- Arnæs i Slien i Sydslesvig
- Hesnæs på Falster
- Kragenæs på Lolland
- Lynæs på Halsnæs, Nordsjælland
- Næs (Allinge-Sandvig Sogn) – en bebyggelse i Allinge-Sandvig Sogn
- Næs (Kastrup Sogn) – en bebyggelse og et ejerlav i Kastrup Sogn
- Næs (Tirsted Sogn) – en bebyggelse i Tirsted Sogn
- Næs (Åstrup Sogn) – en bebyggelse og et ejerlav i Aastrup Sogn
- Rinkenæs i Sønderjylland
- Ulsnæs i Sydslesvig
- Vesternæs på Lolland
- Vigsnæs på Lolland

Desuden indgår elementet -næs i mange flerleddede stednavne, hvor det lydligt er blevet svækket til -ns, eller -s, f.eks. Assens, Blans (Lolland), Sennels ("sælnæs", Thy), Bogense og Tårs (flere lokaliteter). Elementet -næs er også blevet foreslået som etymologi til Kramnitse på Lolland, der dog også kan være af vendisk oprindelse

### Udlandet
Det Karelske næs i Rusland er oprindelig en svensk betegnelse på dette tidligere finske område. Det er dog ikke en egentlig halvø, men afgrænses på tre sider af Ladogasøen, Nevafloden og Den Finske Bugt.
| Geografi/geologi | Spire Denne artikel om geografi er en spire som bør udbygges. Du er velkommen til at hjælpe Wikipedia ved at udvide den. |